# Лесса
Ле́сса (фр. Laisse) — строфа, характерная для chanson de geste.
Она включает некоторое число стихов (от 3, 4, 5 до 10, 15 или 20 в наиболее древних песнях), содержащих рассказ о некоем действии, обрамленный вступительной и заключительной фразой. Внешним признаком единства лессы служит тот факт, что все её стихи оканчиваются одним и тем же ассонансом (та же гласная в последнем ударном слоге стиха) или рифмой. Кроме того, почти во всех случаях наблюдается совпадение фразы и стиха.
Лесса возникла в XI веке в ходе процесса трансформации правильных куплетов повествовательных «песней о святых», который в XII—XIII веках завершился её превращением в длинные тирады с неясными очертаниями и весьма условной целостностью, более или менее аналогичные абзацам в современных текстах. Приблизительно в 1270—1280 гг. Адам де ла Аль, желая подольститься к Карлу Анжуйскому, прибегает в «Песни о короле Сицилии» к эпической модели и придает лессе стандартный размер: двадцать рифмованных александрийских стихов.